# روبرت إل. مكفادين
روبرت إل. مكفادين هو محامي وسياسي أمريكي، ولد في 25 أغسطس 1929 في كامدن في الولايات المتحدة، وتوفي في 18 نوفمبر 2010 في روك هيل في الولايات المتحدة. نشط حزبياً في الحزب الديمقراطي. وقد انتخب عضو مجلس نواب كارولاينا الجنوبية ‏.